# Heartbeat (chanson de Richard Orlinski)
Pour les articles homonymes, voir Heartbeat.
Singles par Richard Orlinski
Paradise
(2017)
Singles par Eva Simons
Escape From Love
(2016) Caribbean Rave
(2016)
Heartbeat est le premier single de l'artiste français Richard Orlinski en collaboration avec la chanteuse néerlandaise Eva Simons sorti le 29 juillet 2016.
Il est présenté comme le premier extrait d'un album à venir.
Il se classe en tête des ventes en France pendant trois semaines et obtient une certification disque d'or.
Une version remixée (Extended Mix) dont les ventes sont comptées à part, se classe 25e.

## Classements hebdomadaires
| Classement (2016) | Meilleure position |
| ----------------- | ------------------ |
| France (SNEP)     | 1                  |

Version Extended Mix
| Classement (2016) | Meilleure position |
| ----------------- | ------------------ |
| France (SNEP)     | 25                 |

## Certification
| Pays          | Certification |
| ------------- | ------------- |
| France (SNEP) | Or            |